# 1237 هـ
1237 هـ هي سنة في التقويم الهجري امتدت مقابلةً في التقويم الميلادي بين سنتي 1821 و1822.

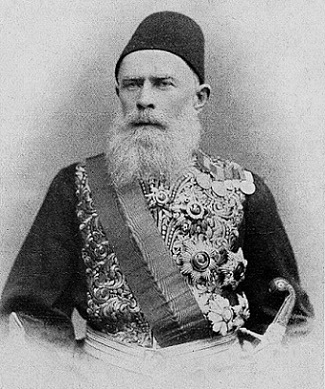
أحمد جودت باشا

## أحداث
- ظهور تركي بن عبد الله واستيلائه على الدرعية وقتله لأبن معمر.

## مواليد
- محمد قدري باشا
- أحمد جودت باشا
- علي آل حيدر
- محمد سعيد باشا
- ميرن
- يوحنا بلو

## وفيات
- إدوارد دانيال كلارك
- ميرزا عيسى الفراهاني
- نابليون الأول
- عيسى الفراهاني
- دولتشاه القاجاري